# Pavel Prigozhin
Pavel Yevgenyevich Prigozhin (nascido em 18 de junho de 1998) é filho do proeminente oligarca russo e líder mercenário Yevgeny Prigozhin. De acordo com o ISW e outros relatórios, ele se tornou líder do Grupo Wagner no início de outubro de 2023, um mês e meio depois que seu pai morreu em um acidente de avião.

## Juventude
Pavel Prigozhin nasceu em 18 de junho de 1998 (de acordo com outras fontes - em 1996) na família do empresário Yevgeny Prigozhin. Ele é o filho do meio da família, crescendo com as irmãs Polina e Veronika. 

## Suposta liderança do grupo Wagner
Em 23 de agosto de 2023, um jato executivo Embraer Legacy 600 caiu perto de Kuzhenkino, no Oblast de Tver . Entre as dez vítimas estavam Yevgeny Prigozhin, Dmitry Utkin e Valery Chekalov, as figuras-chave do Grupo Wagner. Após a crise, a estrutura de liderança de Wagner tornou-se obscura. 
Em 1 de outubro de 2023, foi conhecido o conteúdo do testamento de Yevgeny Prigozhin, no qual ele legou todos os bens ao seu filho, Pavel Prigozhin. Pavel Prigozhin tornou-se o único herdeiro dos negócios de seu pai.  
Segundo o Instituto para o Estudo da Guerra, no início de outubro, Pavel Prigozhin assumiu o comando do Grupo Wagner e estava negociando com a Guarda Nacional da Rússia para que o grupo voltasse ao combate na Ucrânia.   O Instituto disse que os supostos eventos em torno de Pavel Prigozhin indicam que "alguns funcionários da Wagner estão interessados em se unir em torno de uma alternativa ligada a Prigozhin ao Kremlin e a Andrei Troshev, apoiado pelo Ministério da Defesa, mesmo que essa alternativa não seja uma organização independente".  Uma fonte do Instituto ligada a Wagner acrescentou que os combatentes do grupo não terão de assinar contratos com o Ministério da Defesa russo e que o grupo mercenário manterá o seu nome, símbolos, ideologia e comandantes sob a liderança de Pavel Prigozhin. 